# 後藤寺郵便局
後藤寺郵便局（ごとうじゆうびんきょく）は福岡県田川市にある郵便局。民営化前の分類では集配普通郵便局であった。

## 概要
住所：〒826-8799 福岡県田川市大黒町1-1
民営化直前の集配業務再編において、多くの集配普通郵便局は統括センターとなったが、当局は配達センターとされたため、民営化後も郵便事業株式会社の支店は併設されず、集配センターが併設された。

## 沿革
- 1897年（明治30年）9月1日 - 後藤寺郵便受取所として開設[1]。
- 1899年（明治32年）1月16日 - 後藤寺郵便局（三等）となる。同日、為替・貯金取扱を開始。
- 1903年（明治36年）3月26日 - 後藤寺郵便電信局となる。
- 1903年（明治36年）4月1日 - 通信官署官制の施行に伴い後藤寺郵便局となる。
- 1953年（昭和28年）8月1日 - 内国和欧文電報受付事務および電話通話事務の取扱を開始[2]。
- 1981年（昭和56年）5月16日 - 風景入通信日付印の使用を開始。
- 2000年（平成12年）8月14日 - 外国通貨の両替および旅行小切手の売買に関する業務取扱を開始。
- 2007年（平成19年）10月1日 - 民営化に伴い、併設された郵便事業伊田支店後藤寺集配センターに一部業務を移管。
- 2012年（平成24年）10月1日 - 日本郵便株式会社発足に伴い、郵便事業伊田支店後藤寺集配センターを後藤寺郵便局に統合。

## 取扱内容
- 郵便、印紙、ゆうパック、内容証明
- 貯金、為替、振替、振込、国際送金、国債、投資信託
- 生命保険、バイク自賠責保険、自動車保険
- ゆうちょ銀行ATM
- 田川市内の一部地域の集配業務

## 周辺
- 福岡県立西田川高等学校
- 田川市立後藤寺中学校
- 中元寺川

## アクセス
- JR日田彦山線・後藤寺線、平成筑豊鉄道糸田線 田川後藤寺駅から南西へ約400m（徒歩約4分）
- 西鉄バス 商工会議所停留所下車
- 国道322号沿い
- 駐車場あり：13台